# Вулиця Проста (Львів)
Вулиця Проста — вулиця у Франківському районі міста Львова, місцевість Богданівка. Сполучає вулиці Терлецького та Сулими.

## Історія та забудова
Вулиця виникла на початку XX століття в межах підміського села Богданівка та у 1928 році отримала сучасну назву. Під час німецької окупації, з 1943 року по липень 1944 року, мала назву Ґераденґассе.
Забудована одно- та двоповерховими будинками 1930-х років у стилі конструктивізм, приватними садибами 1950-х—2000-х років. З архітектурної точки зору деяку цінність мають довоєнні кам'яниці № 10, № 14а, № 17, № 28.